# Instituut voor Technologie en Hogere Studies van Monterrey
Het Instituut voor Technologie en Hogere Studies van Monterrey (Spaans: Instituto Tecnológico y de Estudios Superiores de Monterrey, ITESM) is een universiteit in de Mexicaanse stad Monterrey. Met bijna 100.000 studenten is het de grootste privé-universiteit van het land.
De universiteit is opgericht in 1943 door de zakenman Eugenio Garza Sada. Hoewel de universiteit studies kent op alle terreinen, is ze het befaamdst wegens haar technische studies. Zo was de ITESM de eerste universiteit in Latijns-Amerika die een internetverbinding kreeg. Ook wordt het topleveldomein voor Mexico, .mx, beheerd vanuit de ITESM. Naast de hoofdcampus in Monterrey heeft de ITESM campussen in tientallen steden in Mexico.

## Bekende alumni
- Eduardo Bours, politicus
- Manuel Clouthier, politicus
- Luis Donaldo Colosio, politicus
- Ernesto Ruffo Appel, politicus
- Ricardo Salinas Pliego, zakenman

Auckland · 
Birmingham · 
British Columbia (UBC) · 
Delhi ·
Dublin (UCD) · 
Edinburgh · 
Fudan · 
Glasgow · 
Hongkong · 
Korea · 
Lund · 
McGill · 
Melbourne · 
ITESM · 
New South Wales (UNSW) · 
Nottingham · 
Shanghai Jiao Tong (SJTU) · 
Queensland · 
NUS · 
Virginia · 
Waseda